# Trechispora
Trechispora of dwergkorstje is een geslacht van schimmels behorend tot de familie Hydnodontaceae.

## Taxonomie
Trechispora werd in 1890 geïntroduceerd door de Finse mycoloog Petter Karsten om een kwetsbare, uitgezaaide schimmel te beschrijven met een poroïde hymenium en kleine, stekelige basidiosporen. Het is nu bekend dat zijn type en enige soort, T. onusta, een synoniem is van de vroegere naam Polyporus hymenocystis (= Trechispora hymenocystis). Extra soorten met een vergelijkbare micromorfologie zijn vervolgens aan het geslacht toegevoegd.
Het geslacht Scytinopogon werd in 1945 door Rolf Singer geïntroduceerd om tropische en subtropische schimmels te huisvesten, waarbij clavarioïde basidiocarps afgeplatte takken hebben en kleine, stekelige tot wratachtige basidiosporen produceren. Moleculair onderzoek, gebaseerd op cladistische analyse van DNA-sequenties, heeft echter aangetoond dat Scytinopogon-soorten behoren tot Trechispora (waar ze microscopisch op lijken) en bijgevolg geen apart geslacht zijn.

## Soorten
Volgens Index Fungorum telt het geslacht 100 soorten (peildatum april 2024):
| Soortnaam                                            | Auteur(s)                                                             | Publicatiejaar |
| ---------------------------------------------------- | --------------------------------------------------------------------- | -------------- |
| Trechispora alba                                     | S.L. Liu, G. He & L.W. Zhou                                           | 2024           |
| Trechispora amianthina (Gaaf dwergkorstje)           | (Bourdot & Galzin) Liberta                                            | 1966           |
| Trechispora antipus (Tweesporig dwergkorstje)        | Trichies & Schultheis                                                 | 2002           |
| Trechispora araneosa                                 | (Höhn. & Litsch.) K.H. Larss.                                         | 1995           |
| Trechispora bambusicola                              | C.L. Zhao                                                             | 2021           |
| Trechispora bispora                                  | (Warcup & P.H.B. Talbot) Liberta                                      | 1974           |
| Trechispora brasiliensis                             | (Corner) K.H. Larss.                                                  | 2020           |
| Trechispora brassicicola                             | (Bres.) Melo & Tellería                                               | 1997           |
| Trechispora byssinella (Franjedwergkorstje)          | (Bourdot) Liberta                                                     | 1966           |
| Trechispora canariensis                              | Ryvarden & Liberta                                                    | 1978           |
| Trechispora candidissima                             | (Schwein.) Bondartsev & Singer                                        | 1941           |
| Trechispora caucasica                                | (Parmasto) Liberta                                                    | 1966           |
| Trechispora caulocystidiata                          | (A.N.M. Furtado & M.A. Neves) L.W. Zhou & S.L. Liu                    | 2022           |
| Trechispora chaibuxiensis                            | S.L. Liu, L.W. Zhou & S.H. He                                         | 2022           |
| Trechispora chartacea                                | (Pat.) Gibertoni                                                      | 2021           |
| Trechispora clancularis                              | (Park.-Rhodes) K.H. Larss.                                            | 1994           |
| Trechispora cohaerens (Gladsporig dwergkorstje)      | (Schwein.) Jülich & Stalpers                                          | 1980           |
| Trechispora constricta                               | S.L. Liu, S.H. He & L.W. Zhou                                         | 2022           |
| Trechispora copiosa                                  | Meiras-Ottoni & Gibertoni                                             | 2020           |
| Trechispora crystallina                              | S.L. Liu & L.W. Zhou                                                  | 2022           |
| Trechispora cyatheae                                 | Ordynets, Langer & K.H. Larss.                                        | 2015           |
| Trechispora damansaraensis                           | S.L. Liu & L.W. Zhou                                                  | 2022           |
| Trechispora dealbata                                 | (Berk.) L.W. Zhou & S.L. Liu                                          | 2022           |
| Trechispora dentata                                  | Z.B. Liu & Yuan Yuan                                                  | 2022           |
| Trechispora dimitica                                 | Hallenb.                                                              | 1980           |
| Trechispora dimitiella                               | Z.B. Liu & Yuan Yuan                                                  | 2022           |
| Trechispora donkii                                   | (Parmasto) Liberta                                                    | 1966           |
| Trechispora echinocristallina                        | Ordynets, Langer & K.H. Larss.                                        | 2015           |
| Trechispora echinospora                              | Tellería, M. Dueñas, Melo & M.P. Martín                               | 2019           |
| Trechispora elongata                                 | Miettinen & K.H. Larss.                                               | 2006           |
| Trechispora farinacea (Melig dwergkorstje)           | (Pers.) Liberta                                                       | 1966           |
| Trechispora fastidiosa (Stinkdwergkorstje)           | (Pers.) Liberta                                                       | 1966           |
| Trechispora fimbriata                                | C.L. Zhao                                                             | 2021           |
| Trechispora fissurata                                | C.L. Zhao                                                             | 2021           |
| Trechispora foetida                                  | (A.N.M. Furtado & M.A. Neves) L.W. Zhou & S.L. Liu                    | 2022           |
| Trechispora fragilis                                 | Z.B. Liu & Yuan Yuan                                                  | 2022           |
| Trechispora gelatinosa                               | Meiras-Ottoni & Gibertoni                                             | 2021           |
| Trechispora gillesii                                 | (Maas Geest.) Liberta                                                 | 1974           |
| Trechispora gloeospora                               | (Warcup & P.H.B. Talbot) Liberta                                      | 1966           |
| Trechispora gracilis                                 | S.L. Liu & L.W. Zhou                                                  | 2022           |
| Trechispora havencampii                              | (Desjardin & B.A. Perry) Meiras-Ottoni & Gibertoni                    | 2021           |
| Trechispora hondurensis                              | Schoutteten & Haelew.                                                 | 2020           |
| Trechispora hymenocystis (Blazig dwergkorstje)       | (Berk. & Broome) K.H. Larss.                                          | 1994           |
| Trechispora incisa                                   | K.H. Larss.                                                           | 1996           |
| Trechispora invisitata (Strooiseldwergkorstje)       | (H.S. Jacks.) Liberta                                                 | 1966           |
| Trechispora kavinioides                              | B. de Vries                                                           | 1987           |
| Trechispora laevis                                   | K.H. Larss.                                                           | 1996           |
| Trechispora laevispora                               | Z.B. Liu, Y.D. Wu & Yuan Yuan                                         | 2022           |
| Trechispora larssonii                                | S.L. Liu, L.W. Zhou & S.H. He                                         | 2022           |
| Trechispora latihypha                                | S.L. Liu, S.H. He & L.W. Zhou                                         | 2022           |
| Trechispora longiramosa                              | S.L. Liu, G. He, Shuang L. Chen & L.W. Zhou                           | 2022           |
| Trechispora malayana                                 | S.L. Liu, S.H. He & L.W. Zhou                                         | 2022           |
| Trechispora mellina                                  | (Bres.) K.H. Larss.                                                   | 2020           |
| Trechispora microspora (Kleinsporig dwergkorstje)    | (P. Karst.) Liberta                                                   | 1966           |
| Trechispora minima                                   | K.H. Larss.                                                           | 1996           |
| Trechispora minispora                                | (J. Alvarez-Manjarrez, M. Villegas & R. Garibay-Orijel) Meiras-Ottoni | 2021           |
| Trechispora minuta                                   | K.H. Larss.                                                           | 1992           |
| Trechispora mollis                                   | Chikowski & K.H. Larss.                                               | 2020           |
| Trechispora molliuscula                              | (Hjortstam & Ryvarden) K.H. Larss.                                    | 1992           |
| Trechispora mollusca (Raatzwammetje)                 | (Pers.) Liberta                                                       | 1974           |
| Trechispora murina                                   | K.Y. Luo & C.L. Zhao                                                  | 2022           |
| Trechispora nivea (Pegeldwergkorstje)                | (Pers.) K.H. Larss.                                                   | 1995           |
| Trechispora odontioidea                              | K.Y. Luo & C.L. Zhao                                                  | 2022           |
| Trechispora olivacea                                 | K.Y. Luo & C.L. Zhao                                                  | 2022           |
| Trechispora onusta                                   | P. Karst.                                                             | 1890           |
| Trechispora pallescens                               | (Bres.) K.H. Larss.                                                   | 2021           |
| Trechispora papillosa                                | (Corner) Meiras-Ottoni & Gibertoni                                    | 2021           |
| Trechispora patawaensis                              | V. Papp, Dima & L. Nagy                                               | 2021           |
| Trechispora perminispora                             | S.L. Liu & L.W. Zhou                                                  | 2024           |
| Trechispora petrophila                               | (Bourdot & Galzin) Liberta                                            | 1966           |
| Trechispora polygonospora                            | Ryvarden                                                              | 1975           |
| Trechispora praefocata (Kristalnaalddwergkorstje)    | (Bourdot & Galzin) Liberta                                            | 1966           |
| Trechispora regularis                                | (Murrill) Liberta                                                     | 1974           |
| Trechispora rigida                                   | (Berk.) K.H. Larss.                                                   | 1996           |
| Trechispora robusta                                  | (Rick) L.W. Zhou & S.L. Liu                                           | 2022           |
| Trechispora scabra                                   | (Berk. & M.A. Curtis) L.W. Zhou & S.L. Liu                            | 2022           |
| Trechispora silvae-ryae                              | (J. Erikss. & Ryvarden) K.H. Larss.                                   | 1993           |
| Trechispora sinensis                                 | S.L. Liu, L.W. Zhou & S.H. He                                         | 2022           |
| Trechispora sphaerospora                             | (Maire) Parmasto                                                      | 1968           |
| Trechispora stellulata (Varendwergkorstje)           | (Bourdot & Galzin) Liberta                                            | 1966           |
| Trechispora stevensonii                              | (Berk. & Broome) K.H. Larss.                                          | 1995           |
| Trechispora subaraneosa                              | S.L. Liu, H.W. Wei & L.W. Zhou                                        | 2024           |
| Trechispora suberosa                                 | H.S. Yuan & Y.C. Dai                                                  | 2012           |
| Trechispora subfarinacea                             | S.L. Liu & L.W. Zhou                                                  | 2024           |
| Trechispora subfissurata                             | S.L. Liu, S.H. He & L.W. Zhou                                         | 2022           |
| Trechispora subhelvetica                             | (Parmasto) Liberta                                                    | 1966           |
| Trechispora subhymenocystis                          | S.L. Liu, H.S. Yuan & L.W. Zhou                                       | 2022           |
| Trechispora subregularis                             | V. Papp, Dima & L. Nagy                                               | 2021           |
| Trechispora subsinensis                              | S.L. Liu, S.H. He & L.W. Zhou                                         | 2022           |
| Trechispora subsphaerospora (Tolsporig dwergkorstje) | (Litsch.) Liberta                                                     | 1974           |
| Trechispora taiwanensis                              | S.L. Liu, S.H. He & L.W. Zhou                                         | 2022           |
| Trechispora tenuicula                                | (Litsch.) K.H. Larss.                                                 | 2003           |
| Trechispora termitophila                             | Meiras-Ottoni & Gibertoni                                             | 2021           |
| Trechispora thailandica                              | S.L. Liu, S.H. He & L.W. Zhou                                         | 2022           |
| Trechispora torrendii                                | Chikowski & K.H. Larss.                                               | 2020           |
| Trechispora trigonospora                             | (M.P. Christ.) Liberta                                                | 1966           |
| Trechispora tropica                                  | S.L. Liu & L.W. Zhou                                                  | 2022           |
| Trechispora variseptata                              | Burds. & Gilb.                                                        | 1982           |
| Trechispora verruculosa                              | (G. Cunn.) K.H. Larss.                                                | 1996           |
| Trechispora yunnanensis                              | C.L. Zhao                                                             | 2019           |